# آدم لارسون
آدم لارسون (بالسويدية: Adam Larsson)‏ هو لاعب هوكي الجليد سويدي، ولد في 12 نوفمبر 1992 في سكيلفتيا في السويد.

## وصلات خارجية
- آدم لارسون على موقع دوري الهوكي الوطني (الإنجليزية)
- آدم لارسون على موقع EliteProspects.com (الإنجليزية)
- آدم لارسون على موقع Eurohockey.com (الإنجليزية)
- آدم لارسون على موقع HockeyDB.com (الإنجليزية)
- آدم لارسون على موقع Hockey-Reference.com (الإنجليزية)